# Porky's Super Service
Porky's Super Service est un cartoon, réalisé par Ub Iwerks et sorti en 1937, qui met en scène Porky Pig.